# Ochranný svaz autorský
OSA, z.s. (dále jen OSA) je spolek, který získal od ministerstva kultury České republiky statut tzv. kolektivního správce s oprávněním licencovat mj. veřejné hudební produkce.

## Historie
OSA v současné podobě vznikl v roce 1996, práva kolektivního správce získal v roce 2001 a k 1. lednu 2014 se v souladu se změnou legislativy transformoval z občanského sdružení na spolek. Předcházely jej organizace s podobným nebo stejně znějícím názvem. Od konce 80. let je však provází pověst organizace, která hudbě více škodí, než prospívá.
Současný svaz se považuje za plnohodnotného právního nástupce svého předchůdce, kterým byl Ochranný svaz autorský pro práva k dílům hudebním, založený v roce 1919 samotnými autory. První ustavující schůze OSA se konala 9. října 1919. Mezi zakládajícími členy OSA byl mimo jiné populární skladatel Karel Hašler, jedním z prvních ředitelů OSA se stal Otakar Dvořák, syn skladatele Antonína Dvořáka. V následujícím roce byl zvolen předsedou výboru významný český hudební skladatel J. B. Foerster. Také ve svých stanovách v článku 2.4 OSA tvrdí, že navazuje na činnost Ochranného svazu autorského pro práva k dílům hudebním založeného v roce 1919, a zmiňuje i z toho vyplývající členství v mezinárodních organizacích.
Podle kritiků je takové vyjádření sporné. Při transformaci z někdejšího statusu „jiné socialistické organizace“ na občanské sdružení zaregistrované 22. ledna 1996 došlo totiž údajně k právním pochybením bránícím skutečnému nástupnictví, tedy právní kontinuitě.

## Právní rámec
OSA je kolektivním správcem práv autorských k dílům hudebním s textem i bez textu, který je skladateli, textaři, jejich dědici a hudebními nakladateli pověřen správou jejich majetkových práv, což zahrnuje poskytování licencí, výběr odměn, vymáhání odměn a nároků z neoprávněného užití děl a rozúčtování takto inkasovaných prostředků nositelům práv, jejichž díla byla užita. Vede rejstřík předmětů ochrany podle autorského zákona. 
Kolektivní správu vykonává v oboru dobrovolné, rozšířené a povinné kolektivní správy, přičemž s výjimkou dobrovolné kolektivní správy se nositelé práv jsou povinni sami se o svou odměnu u kolektivního správce přihlásit. Platný autorský zákon v případě správy práv v rámci povinné kolektivní správy (např. inkaso od kabelové televize nebo z nenahraných nosičů) přímé vyrovnání uživatele s autorem (bez prostřednictví kolektivního správce) nepřipouští. 
OSA má oprávnění vybírat autorské odměny za autory, kteří jej smluvně nepověřili správou svých práv, pouze v případech daných autorským zákonem. K 31. 12. 2020 OSA zastupoval 10 106 nositelů autorských práv (z toho 7 071 autorů, 2 887 dědiců a 148 nakladatelů) a měl 589 členů (422 skladatelů, 91 textařů, 27 nakladatelů a 49 dědiců).

## Orgány OSA
OSA má tři orgány. Jsou jimi valné shromáždění, dozorčí rada a představenstvo.
Valné shromáždění je nejvyšším orgánem OSA. Řádné valné shromáždění je svoláváno nejméně jedenkrát ročně v první polovině kalendářního roku. Mimořádné valné shromáždění může být svoláno na žádost představenstva nebo dozorčí rady či 20 % členů OSA. Valné shromáždění svolává předsednictvo na návrh dozorčí rady. Jednání řídí předseda dozorčí rady (případně jiný pověřený člen dozorčí rady nebo představenstva). Ke dni 13. června 2022 byl předsedou dozorčí rady skladatel vážné hudby prof. Ivan Kurz. Valného shromáždění se mohu účastnit členové a další osoby pozvané představenstvem nebo dozorčí radou.
Dozorčí rada je v období mezi zasedáními valného shromáždění řídícím a kontrolním orgánem OSA. Je složena ze 13 členů, kteří jsou nejméně tři roky členy OSA, z nichž musí být šest skladatelů, tři textaři a čtyři nakladatelé. Členové dozorčí rady jsou voleni valným shromážděním na 3 roky. Členové dozorčí rady volí ze svého středu předsedu a dva místopředsedy. Dozorčí rada je oprávněna zřizovat a rušit komise podle potřeb, jmenovat jejich členy, stanovovat náplň jejich práce a schvalovat jejich jednací řád. Dojde-li ke sporu mezi nositeli práv, mohou obě strany sporu požádat dozorčí radu o vytvoření smírčí komise, která by jejich spor vyřešila smírnou cestou.
Představenstvo je statutárním a výkonným orgánem OSA. Je voleno a odvozováno dozorčí radou. Funkční období členů představenstva je stanoveno na dobu neurčitou. Představenstvo tvoří předseda představenstva a 2 členové.

## Etický kodex OSA
Podle etického kodexu OSA nemůže být člen OSA současně zaměstnancem OSA. Etický kodex také reguluje zaměstnání osob blízkých členům OSA i zaměstnání osob blízkých členům dozorčí rady.
OSA vykonává kolektivní správu nevýdělečně. Prostředky k výkonu získává z náhrad, vynaložených provozních nákladů srážených z vybraných autorských děl a z příjmů z bezdůvodného obohacení. K pokrytí členských nákladů slouží výhradně členské příspěvky. OSA vytváří kulturní a sociální fond, jehož zdrojem je výsledek hospodaření OSA. Kulturní a sociální fond slouží pro podporu tvorby a provozování hudebních děl smluvně zastupovaných autorů a k poskytování pomoci autorům, kteří se ocitli v tíživé sociální či životní situaci.

## Licence
Běžné domácnosti hradí pouze koncesionářský poplatek za rozhlasový přijímač či televizi. Provozovny (např. prodejny či restaurace) jsou veřejným prostorem, proto musí zaplatit licenci OSA. Domácnosti platí za více přijímačů jeden poplatek, veřejné prostory musí zaplatit za každý přijímač. Pokud je hudbu poslouchána pouze v kanceláři pro osobní účely, licencie se hradit nemusí. Tam, kde se nacházejí i zákazníci je třeba uhradit licenční poplatek OSA.
Hlavní činností OSA je kontrolní činnost a uzavírání licenčních smluv k užití hudby. Nezáleží na tom, o jaké veřejné prostranství se jedná, jestli o provozovnu, koncert, taneční zábavu nebo hudební festival. OSA nezastupuje přímo interprety, kapely nebo zpěváky, ale autory hudby (skladatele a textaře).
I když je OSA nejznámější není jedinou organizací, která tvůrce zastupuje mezi další kolektivní správce patří INTERGRAM – zastupuje výkonné umělce a výrobce zvukových a obrazových záznamů, DILIA – divadelní literární a audiovizuální agentura. OOA-S – sdružení autorů děl výtvarného umění, architektury a obrazové složky audiovizuálních děl. OAZA – profesní organizace sdružující mistry zvuku – autory. GESTOR - upravuje pouze práva na odměnu při opětovném prodeji originálu výtvarného uměleckého díla.
Výjimku z placení licencí má například zdravotnická zařízení (hudba v ordinaci).
Licenční podmínky se týkají i hudby z internetových služeb (např. Spotify). Z těchto služeb si hudbu můžete pouštět bez licenčních poplatků opět pouze pro osobní účely. Pro komerční účely můžete hudbu z těchto služeb pouštět jen pro osobní účely, komerční využití například přehrávání v obchodě nebo restauraci je zakázán. Konkrétně všechny autory zastupuje OSA a další uvedené společnosti, které licence udělují.
OSA prodává licence, které se vztahují na veřejné produkce, ale i vysílání a přenosy, prodej nahrávek a v některých případech i tzv. synchrolicence. Synchrolicence je souhlas se zařazením hudebního díla do díla audiovizuálního. Na druhou stranu OSA nevybírá licenční poplatky za notové záznamy ani za jejich půjčování.

## Kontroverze
Někteří autoři a provozovatelé považují činnost OSA za neetickou. Domnívají se, že jeho činnost je založena na presumpci viny („potenciální recepce“). Finanční toky v OSA považují za neprůhledné a způsob vybírání poplatků za nemorální. Petici antiOSA podepsalo několik tisíc lidí. Za alarmující je považována praxe, při které hudebníci, kteří nejsou u OSA nijak registrovaní, musí odvádět poplatky, hrají-li svou hudbu na svých koncertech či zpívají lidové písně. Kolektivní správce již ale podle nálezu soudů nemůže předpokládat využívání prostředků k produkci.

## Nenahrané nosiče
OSA je jedním ze dvou subjektů, které jsou pověřeny Ministerstvem kultury České republiky k přímému výběru tzv. náhradních odměn. Druhým subjektem je INTERGRAM. Náhradní odměny jsou děleny mezi OSA a INTERGRAM dle zákona v poměru 50:50. OSA dále zasílá část vybraných náhradních odměn dalším kolektivním správcům – konkrétně DILIA a OOA-S. OSA získává z nenahraných nosičů tzv. neadresné příjmy, které jsou přerozdělovány pouze nositelům práv, kteří se u OSA za tímto účelem přihlásili nebo jej pověřili správou svých práv (jde o povinnou kolektivní správu) nebo pověřili správou svých práv kolektivního správce v zahraničí, jenž má reciproční smlouvu s OSA.

## Členství v OSA
Každý autor se může nechat za jednorázový poplatek 500 Kč zastupovat OSA. Ta za něj bude potom vybírat autorské odměny, budou-li někde užita jeho díla, a bude mu je rozúčtovávat. Zastupovaný autor se může stát členem OSA, pokud jeho autorské odměny dosáhnou 4 poslední za sebou následující roky vždy nejméně 80 000 Kč, nebo v období posledních pěti let souhrnně 1 000 000 Kč.